# Доњи Лапац
Доњи Лапац је насељено мјесто и сједиште истоимене општине, источна Лика, Личко-сењска жупанија, Република Хрватска.

## Географија
Доњи Лапац се налази у источној Лици, крају познатом по имену Личко Поуње, испод планине Пљешевице. Комуникацијски је повезан са Бихаћем на сјеверу, на југу пут води ка Грачацу, Книну и Задру и преко планине Пљешевице асфалтираним путем са Кореницом и Плитвичким језерима. Има надморску висину од 582 м.
Природне љепоте Доњег Лапца засигурно увеличава ријека Уна. Уна извире поред мјеста Доња Суваја у лапачкој општини испод падина планина Пљешевице и Стражбенице и улива се у ријеку Саву поред Јасеновца у коју годишње донесе готово 8 милијарди кубних метара воде. Други велики водопад на ријеци Уни је Штрбачки Бук који се налази код села Штрпци у општини Доњи Лапац, у непосредној близини државне границе Хрватске са БиХ.
Штрбачки бук је у ствари неколико водопада, један другом у непосредној близини а највећи слап, висок око 25 m, величанствена је слика у којој човјек може да ужива сатима.
Наиме, ријека се великом брзином захваљујући огромној проточној снази воде, обрушава низ стјеновиту подлогу и тако се разбијајући од стијене ствара прекрасан бијели зид који посматрачу засигурно одузима дах.
И овај величанствени дио ријеке је по својој, готово нетакнутој дивљини, привукао рафтинг спортисте који су раније сваке године походили ове предјеле уживајући у љепотама ријеке Уне и у њеним немирним водама које у спортистима изазивају страхопоштовање али и дивљење.

## Становништво
Тренутна етничка структура и број становништва је резултат протјеривања Срба 1995. године и миграција узрокованих ратом на овим просторима током 1990-их година. Према попису становништва из 2001. године већинско становништво су и даље Срби са 73,6%, док удио Хрвата, претежно досељених из БиХ, износи 25,1%. Према попису становништва из 2011. године, насеље Доњи Лапац је имало 946 становника.
Национални састав 1910. изгледао је овако:
- Срби — 15.995 (91,75%)
- Хрвати — 1.435 (8,23%)
- Немци — 2
- Остали — 1
- Укупно — 17.433

| Националност       | 1991. | 1981. | 1971. | 1961. |
| Срби               | 7.854 | 7.691 | 9.337 | 6.148 |
| Југословени        | 65    | 633   | 77    | 33    |
| Хрвати             | 44    | 47    | 94    | 202   |
| Муслимани          | 22    | 5     | 34    | 43    |
| Црногорци          |       | 7     | 8     |       |
| Мађари             |       | 4     | 1     | 1     |
| Словенци           |       | 1     | 2     | 1     |
| Македонци          |       | 1     | 2     |       |
| Албанци            |       |       | 2     |       |
| остали и непознато | 69    | 58    | 52    | 28    |
| Укупно             | 8.054 | 8.447 | 9.609 | 6.456 |

## Попис 1991.
На попису становништва 1991. године, насељено место Доњи Лапац је имало 1.791 становника, следећег националног састава:
| Попис 1991.‍   | Попис 1991.‍  | Попис 1991.‍ | Попис 1991.‍ | Попис 1991.‍ |
| ------------- | ------------ | ----------- | ----------- | ----------- |
|               |              |             |             |             |
| Срби          | Срби         |             | 1.742       | 97,26%      |
| Југословени   | Југословени  |             | 22          | 1,22%       |
| Хрвати        | Хрвати       |             | 14          | 0,78%       |
| Муслимани     | Муслимани    |             | 6           | 0,33%       |
| Македонци     | Македонци    |             | 2           | 0,11%       |
| Црногорци     | Црногорци    |             | 2           | 0,11%       |
| остали        | остали       |             | 1           | 0,05%       |
| неопредељени  | неопредељени |             | 2           | 0,11%       |
| укупно: 1.791 |              |             |             |             |

## Култура
У Доњем Лапцу је сједиште истоимене парохије Српске православне цркве. Парохија Доњи Лапац припада Архијерејском намјесништву личком у саставу Епархије Горњокарловачке. У Доњем Лапцу се налази храм Српске православне цркве Силазак Светог Духа саграђен 1789. године, а срушен након Другог свјетског рата. У изградњи је нови храм. Парохију сачињавају: Доњи Лапац, Праовац и Днопоље.

## Историја
Доњи Лапац је основан крајем 18. вијека када је завршетком Аустријско-турског рата Свиштовским миром 1791. године Личко Поуње припало Хабзбуршкој монархији. Његов развој је посљедица десетљећа граничног положаја у систему Војне крајине. У Другом свјетском рату је познат као прво ослобођено котарско мјесто у Хрватској.
Доњи Лапац се налази у динарском кршком вапненачком крају, смјештен посред Лапачког поља, важне стратешке и саобраћајне тачке у далекој прошлости. Већ у предисторијској и античкој прошлости (жељезно и римско доба) у близини је било насеље, што свједоче пронађени остаци бројних предмета из тих времена. У средњем вијеку Доњи Лапац је био сијело старе Лапачке жупе у саставу Крбаве, док је 1449. год. припадао Франкопанима. Стари град Лапац био је на изолованом брегу Обљају (666 m), који се диже у Лапачком пољу јужно од Доњег Лапца.
Када су Турци заузели Лику пао је и Лапац. Након њиховог изгона из Лике 1689. године Лапац је остао под турском власти до Свиштовског мира 1791. године када је прикључен Лици и потпао под Војну крајину, гдје врши функцију новог типичног мањег крајишког средишта. Након Мохачке битке, Личко Поуње с Лапачком жупом дошло је у посјед османског царства у чијем је саставу био пуне 264. године (1527—1791. године). Дакле, готово вијек дуже него остали дио Лике, западно од рељефне баријере Пљешивице. Наиме, док је у „турској Лици и Крбави“ османлијска власт формално престала Карловачким миром 1699, Личко Поуње ослобођено је османлијске власти тек Миром у Свиштову (1791. године).
У османлијском раздобљу тај је простор био организован као засебан котар (Боричевац) у оквиру Клишког санџака. За разлику од новоосвојених подручја западно од Пљешевице, Османлије су тај простор дијелом населили већ убрзо послије запосједања, као подршку тврђавским насељима у Боричевцу и Островици на Уни. До већег насељавања дошло је око средине 16. вијека, када су из дубине Царства довели ново становништво, балканске сточаре, касније Србе и муслимане. Муслимани су се претежно настанили у подграђима тврђавских насеља, гдје су, уз ратарство, развијали обрт и трговину, док је српско становништво распоређено на широком простору између насеља, при чему се уз традиционално сточарство укључивало у војне походе као мартолошке формације. Као индикатор тадашње насељености посредно може послужити податак из првог пописа тог простора, из 1577. године према којем је у Боричевцу било стационирано 70 коњаника и 1100 пјешака, а у Островици 60 коњаника и 1150 пјешака.
Након разарајућег учинка аустро-турског рата 1788—1791. године на претходну структуру насељености, послије Свиштовског мира, односно завршетка међудржавног разграничења 1795. године, стратешки важан појас Личког Поуња плански је насељен. На тај начин Лапачко поље добило је дијелом нову структуру становништва. Муслимани, којих је ту у османлијском раздобљу било размјерно много, избјегли су на другу страну Уне, на Петровачко и Билајско/Бјелајско поље, односно крупски, бихаћки и цазински котар. На то земљиште иселило се нешто српског становништва. Остали дио Срба остао је на свом земљишту што су га до тада обрађивали, те му га је војнокрајишка управа потврдила. Приликом разграничења 1795. године у Доњем Лапцу регистровано је 60 кућа, по чему је тада било водеће насеље у тзв. „Унском кругу“ (Личко Поуње). На испражњени простор Крајина је довела становништво из аграрно пренасељених подручја, првенствено из ближих дијелова Лике. Тако су на Лапачко подручје, уз старије српско становништво, досељени Срби и Хрвати, од којих први у знатно већем броју. Срби су настанили Доњи и Горњи Лапац, Ораовац и Днопоље, затим Круге и Небљусе, а Хрвати Боричевац, а у мањем броју оба Лапца, те Ораовац.
И након прикључења тог дијела Поуња Лици 1791. године Османско царство задржало је стратешки важан мостобран на Уни с Острвицом, тако да несигурност ограничава привредни развој чак и у другој половини 19. вијека. Провођење крајишког уређења у том новоприкљученом подручју, текло је врло споро. Тек 1800. године створене су двије компаније на простору припојеним Личкој регименти и то Србска (бр. 2) и Даброселска (бр. 3).
Ова потоња, која укључује и Лапачко поље, добила је назив па првом сједишту кампаније — Доброселу, стратешки повољно смјештеном насељу, подно превоја Лумбарденик, између насељених зона у Лапачком пољу и горњоунској удолини. У једном од упада османлијске војске, 1809. године уништена су насеља Доњи и Горњи Лапац, те сусједна села Боричевац и Ораовац. Та је наметнуло потребу нове прасторне организације, повезано с тим је 1826. године сједиште компаније премјештено у Доњи Лапац.
Од тада се Доњи Лапац почиње развијати као типичан крајишки центар с изгледом тзв. друмског насеља. Везе кроз удолину Лапачких корита за сјеверозападни насељени подпљешивички појас старих Небијуха, нови у 19. вијеку изграђени брдски пут преко превоја подно Кука, веза Боричевачком удолином за гранични прелаз („раштел“ Лисичјак) испред Кулен Вакуфа и лака повезаност са Србом осигуравају му водећу средишњу функцију која најпотпуније долази до изражаја управним издвајањем цијелог Поуња из крбавскаг подручја након оснивања самосталног котара у Доњем Лапцу (1892. године).
Послије укидања Војне крајине од 1886. године Доњи Лапац је општинско средиште у котару Удбина, а од 1892. године и котарско средиште у жупанији Лика-Крбава. Ту функцију је обављао и после II свјетског рата, јер је био општинско и котарско седиште, да би 1955. године постао сједиште вијеће, а сада већ бивше, истоимене општине. Новом територијалном подјелом задржава функцију општинског сједишта.
Кроз све то вријеме је, не само управно, него и трговачко, предузетничко и сајмишно средиште тог аграрно-сточарског краја с развијеним средишњим услужним функцијама, а у новије вријеме развијао је и индустрију.
Фебруара 1990. године у Доњем Лапцу, СДС Јована Рашковића доноси Декларацију о положају и правима Срба у СР Хрватској.
Бројни ратови у даљој и ближој прошлости у овом простору иза себе су остављали пустош. Тако је било и након Другог свјетског рата, када је средиште Доњег Лапца било потпуно уништено, а знатан је број порушених и оштећених кућа и станова остао у Доњем Лапцу. И након последњег рата, послије војне операције хрватске војске назване Олуја (која се процесуирала у Хашком трибуналу, са оптужницом против хрватског војног руководства за заједнички злочиначки подухват и етничко чишћење), мјесто је остало у рушевинама и гарежи, када је протјерано сво његово становништво, које се у мањем броју у послијератним годинама вратило на своја огњишта али је и досељен одређени број Хрвата из Босне и Херцеговине и унутрашњих дијелова Хрватске (из Бјеловара, Славонског брода и околине).

### Други свјетски рат
Богуновић Никола, свештеник из Доњег Лапца, ухапшен је код своје куће, одведен у логор Госпић, где је страшно мучен: тучен по табанима, чупали су му и палили браду, боли иглама по бради, носу и читавом телу. Нос му је био због тога сав натечен. Од убоја се једва мицао. Пошто је издржао све муке и патње, усташе су га везаног одвеле пут Велебита и тамо живог бацили у јаму.
Усташе су Дару, жену свештеника Николе Богуновића из Доњег Лапца заједно са њихово двоје мале деце, довели у село Боричевац и бацили их живе у дубоку јаму звану "Јасеновача".
Доктору Торбици из Доњег Лапца „исекли су леву плећку па му у рану утрпали већу количину кухињске соли и после рану зашили, Кад год би жедан тражио воде пунили су му уста кухињском соли и терали га да је гута“.
На територији среза Доњи Лапац живела су до пред Други светски рат 16.554 лица српске националности. Хрвата је било 1.325, од тога их је 72% живело у селу Боричевац које је постало центар усташке геноцидне политике на територији лапачког среза. У селу су живеле само три српске породице и управо су оне биле прве жртве усташких кољача на тим просторима.
Са територије среза Доњи Лапац од 10. јуна до 27. јула 1941. године, усташе су ухапсиле 932 лица, од којих су у животу остали само 24. Тада су највишу цену припадности српском народу платили села: Осредци, Суваја и Бубало са 508 жртава, Небљуси 124, Мељиновац 166, Мишљеновац 24, Лапац 51 итд. Страдање Срба из села Небљуси прича је за себе. Њих су усташе повале да узму документа како би се несметано преселили у Србију. Међу 56 оних који су се одазвали 20 су били деца. Усташе су им рекле да храну понесу само за један дан, јер „тамо где иду имаће свега у изобиљу“. То „изобиље“, сви до једнога, нашли су у јами Безданка. У том крају постоји више по злу познатих јама, у које су бацани Срби из Лапца и других места: Међу њима су безданка — Боричевац са око 750 жртава, Бездан под Куком са 124, Делић јама код Заваља са 864 жртве и друге. На територији среза Доњи Лапац, као жртве рата укупно је страдало 1.388 лица, од чега 20 Хрвата. Од 1.368 настрадалих Срба, 1.206 убијено је у директном хрватском геноциду. Међу њима било је 399 деце и 368 жана.

## Привреда
До 1991. године била је развијена дрвнопрерађивачка и текстилна индустрија. Велики број становника општине бавио се пољопривредом. Такође, велики дио становништва био је запослен у „Ликатрансу“ који је с преко 100 теретних возила и аутобуса запошљавао преко 200 људи.
Данас је ситуација веома тешка. Могућност запошљавања се нуди у градском комуналном предузећу, државној управи те у здравству и просвјети. Бивша дрвна индустрија покренула је производњу и тренутно запошљава 40-ак радника. Обрта нема. Од малих предузетника ту су трговци и угоститељи. Начелник општине је Илија Обрадовић (Самостална демократска српска странка).